# Andrija Opica Palmović
Andrija Opica Palmović (Rasinja, 1847. – Zagreb, 1882.) bio je hrvatski svećenik i pjesnik.

## Kulturni rad
1871. je godine prošireno uredništvo časopisa Matice hrvatske Vijenca. Tako se omogućila veća kvaliteta književnih i znanstvenih priloga. Godine 1873. u uredništvu su Andrija Palmović, Đuro Arnold i Rikard Jorgovanić.

## Književni rad
Dijelom je skupine hrvatskih književnika 19. st. kojima se u djelima pojavljuju motivi o Arapima: Preradović, Šenoa, Palmović i Arnold. Obrađuju ih bilo pod općim imenom Arapa, bilo pod imenom Beduina i Saracena. Posebnu skupinu sačinjavaju pjesme i pripovijetke o dodiru starije hrvatske povijesti s arapskim osvajačima.
Branko Vodnik Palmovića naziva "najvećim lirskim pjesnikom onoga vremena".

## Svećeništvo
Bio je jednim od kapelana župe Uzvišenja Svetog Križa u Završju Netretićkom od rujna 1875. do prosinca 1876. godine.

## Politički rad
Politički je po intimnom uvjerenju bio pravašem.